# Arkadiusz Michalski
Arkadiusz Michalski (Głogów, 7 gennaio 1990) è un sollevatore polacco.

## Carriera
Michalski ha debuttato a livello internazionale nel 2008 ottenendo il sesto posto nella categoria fino a 94 kg ai campionati mondiali juniores. Agli Europei di Minsk 2010 è rimasto fuori dal podio giungendo quarto, podio che ha invece raggiunto lo stesso anno agli Europei giovanili con il terzo posto nella categoria dei 105 kg. Posizionatosi originariamente terzo agli Europei di Tbilisi 2015, dopo la squalifica per doping del moldavo Andrian Zbîrnea si è visto assegnare la medaglia d'argento.
Vicecampione europeo nel 2016, alle Olimpiadi di Rio de Janeiro 2016 si è classificato settimo nei 105 kg. Medaglia di bronzo agli Europei di Spalato 2017, all'edizione successiva dei campionati di Bucarest 2018 è diventato campione europeo e poi ha guadagnato anche la sua prima medaglia ai campionati mondiali conquistando il bronzo ad Aşgabat 2018 nella nuova categoria dei 109 kg.

## Palmarès
- Mondiali

Aşgabat 2018: bronzo nei 109 kg.
- Europei

Tbilisi 2015: argento nei 105 kg.
Førde 2016: argento nei 105 kg.
Spalato 2017: bronzo nei 105 kg.
Bucarest 2018: oro nei 105 kg.